# النظرية المعرفية التجريبية الذاتية
النظرية المعرفية التجريبية الذاتية (سي إي إس تي): هي نموذج إدراكي حسّي ثنائي العمليات، طوّره سيمور إبشتاين. تستند هذه النظرية إلى الفكرة القائلة بأن الأفراد يتصرّفون وفقًا لنظامين منفصلين لمعالجة المعلومات: النظام التحليلي العقلاني، والنظام الحدسي التجريبي. يُعتبر النظام التحليلي العقلاني نظامًا متعمّدًا وبطيئًا ومنطقيًا. بينما يُعتبر النظام الحدسي التجريبي نظامًا سريعًا وتلقائيًا ومدفوعًا عاطفيًا. تعمل هذه الأنظمة المستقلّة وتتفاعل بصورة متوازية بهدف توليد السلوك والفكر الواعي. كان هناك نظريات ثنائية العمليات في الماضي. يشمل كلّ من نموذج شيلي شايكين الاستكشافي المنهجي، والتمييز الذي وضعه كارل يونغ بين التفكير والشعور، ونظرية جون بارغ في المعالجة التلقائية مقابل المعالجة غير التلقائية، عناصر مماثلة لتلك الموجودة في النظرية المعرفية التجريبية الذاتية. مع ذلك، تُعتبر نظرية إبشتاين المعرفية التجريبية الذاتية فريدةً من نوعها، إذ تودع نموذجًا ثنائي العمليات في إطار النظرية التكوينية الشخصية العالمية بدلًا من اعتباره تركيبًا معزولًا أو اختصارًا معرفيًا. يرى إبشتاين تفاعلًا مستمرًا بين هذين النظامين في إطار الحياة اليومية. يسترشد النظام التجريبي بالعاطفة والتجربة السابقة نظرًا لكونه سريعًا، إذ لا يتطلّب سوى القليل فيما يتعلّق بالموارد المعرفية. يُعتبر النظام التجريبي مجهّزًا للتعامل مع أغلب عمليات معالجة المعلومات بشكل خاص يوميًا، إذ تجري جميع هذه الأمور خارج نطاق الدراية الواعية. يسمح هذا الأمر بدوره بتركيز قدرات نظامنا العقلاني المحدودة على كلّ ما يتطلّب انتباهنا الواعي في ذلك الحين. يمكن قياس الفروق الفردية في أفضليات المعالجة التحليلية أو التجريبية باستخدام البيان العقلاني التجريبي (آر إي آي). يستطيع البيان العقلاني التجريبي قياس نمطي المعالجة المستقلّين باستخدام عاملين اثنين: الحاجة إلى المعرفة (القياس العقلاني) والإيمان بالحدس (القياس التجريبي). أكّدت العديد من الدراسات موثوقية البيان العقلاني التجريبي باعتبارها مقياسًا للفروق الفردية في معالجة المعلومات، إذ يفسّر أسلوبي التفكير المستقلّين المُقاسين التباين الكبير الذي لا يمكن للنظريات التكوينية الشخصية الأخرى تناوله، مثل نموذج عناصر الشخصية الخمسة.

## النظام التحليلي العقلاني
يُنظر إلى النظام التحليلي العقلاني على أنه نظام خاص بالتفكير الواعي. يُعتبر هذا النظام بطيئًا ومنطقيًا وذا تطوّر تدريجي أحدث بكثير. يسمح النظام العقلاني لنا بالانخراط في العديد من السلوكيات التي نراها بوصفها سلوكيات إنسانية فريدة، مثل الفكر المجرد واستخدام اللغة. يُعتبر هذا النظام نظامًا استدلاليًا مدارًا بصورة عقلانية، ومتطلّبًا لكميات كبيرة من الموارد المعرفية. نتيجةً لذلك، يُعتبر النظام العقلاني نظامًا محدود القدرة. يُنظر إلى هذا النظام على أنه خالٍ من المشاعر وقابل للتغيير بسهولة نسبيًا من خلال مناشدة المنطق والعقل. يتّسم النظام العقلاني بأنه فريد من نوعه، إذ يعود السبب إلى بصيرته وقدرته على التحكّم الواعي. يختلف هذا النظام عن النظام التجريبي غير القادر على إدراك النظام العقلاني المستقل عنه، فالنظام العقلاني قادر على فهم عمليات النظام التجريبي وتقويمها. هذا لا يعني أن النظام العقلاني قادر على قمع النظام التجريبي، لكنّه يعني أن النظام العقلاني يمكنه أن يقرر قبول تأثير النظام التجريبي بجهد واعٍ أو رفضه. نتيجةً لذلك، يستطيع الأفراد المعرّضون للمعالجة التجريبية الحدّ من نفوذه عندما يتخذون قرارًا واعيًا. يسمّى العامل التحليلي العقلاني الناتج عن البيان العقلاني التجريبي بالحاجة إلى المعرفة (إن إف سي). أُجري بحث يتناول مسألة العوامل الفرعية، لكنّ الحاجة إلى المعرفة استطاعت الحفاظ على تماسكها في تحليل العوامل، ما يشير إلى أنه لا يمكن استخلاص العوامل الفرعية بموثوقية. ومع ذلك، اقترح آخرون إمكانية تطبيق المقاييس الفرعية للقدرة والمشاركة على كلّ من النظم العقلانية والتجريبية.

## النظام الحدسي التجريبي
يُعتبر النظام الحدسي التجريبي نظامًا تعليميًا واعيًا، يتشاركه البشر مع حيوانات أخرى رفيعة المستوى على الأرجح؛ لأنه نظام ذو تطوّر تدريجي أقدم بكثير. يتّسم هذا النظام بكونه سريعًا وتلقائيًا ومرتبطًا بالانفعالات أو العواطف ارتباطًا وثيقًا. يحدث التغيير داخل النظام من خلال ثلاثة أشكال من التعلم الترابطي: الإشراط الكلاسيكي والإشراط الاستثابي والتعلّم المتعلّق بالملاحظة. غالبًا ما يتحقّق التعلّم ببطء في هذا النظام، وذلك عن طريق التعزيز والتكرار، غالبًا ما يكون التغيير –إن حدث- تغييرًا مستقرًا للغاية ومقاومًا للإبطال. حدّدت الأبحاث الحديثة ثلاثة جوانب موثوقة للمعالجة الحدسية التجريبية: الحدس والعاطفة والخيال. يرتبط الحدس ارتباطًا وثيقًا بالنظام بأكمله، إذ يتناول هذا العامل قدرة النظام التجريبي على تكوين روابط وأحكام عاطفية خارج إطار الوعي. يمكن لتخيّل تجربة ما ترك آثار معرفية وسلوكية مماثلة لتلك التي تتركها التجربة نفسها، وذلك ضمن إطار النظام الحدسي التجريبي. وعلى هذا النحو، يلعب الخيال دورًا جوهريًا في النظام التجريبي، الذي يتعلّم بشكل أساسي من خلال التجربة. تُعتبر العاطفة العامل الفرعي الثالث للنظام الحدسي التجريبي. يمكن اعتبار العاطفة أهم مقوّمات هذ النظام؛ فدونها لن يكون النظام التجريبي موجودًا حتّى. يُعتبر التعزيز العاطفي ضروريًا لتحقيق التعلّم الارتباطي. تؤثّر العواطف على الخبرات اللازمة استنادًا إلى تاريخ تعزيز النظام التجريبي، إضافةً إلى تأثيرها على دوافعنا المتمثّلة بالاقتراب من تجارب معيّنة أو تجنّبها. تبيّن أيضًا أن الارتباط العاطفي في التجربة يؤثّر على التأثير النسبي للنظام التجريبي. ما يعني أنه ترتفع أهمية النظام التجريبي وتأثيره مع ارتفاع مستويات العاطفة.

## مقارنة بين النظام العقلاني والنظام التجريبي
| النظام التجريبي               | النظام العقلاني                     |
| حدسي                          | تحليلي                              |
| تلقائي                        | متعمّد                               |
| عاطفي                         | عقلاني                              |
| يتوسّط السلوك عن طريق «الشعور» | يتوسّط السلوك عن طريق التقييم الواعي |
| سريع بسبب عمله الفوري         | بطيء بسبب تأخّر العمل                |
| مقاوم للتغيير                 | يتغيّر بسهولة من خلال العقل          |
| ما قبل الوعي                  | واعٍ                                 |

## الفروق الفردية في أساليب التفكير
يمكن تقييم الفروق الفردية في إطار النظرية المعرفية التجريبية الذاتية من خلال طرق مختلفة. أولًا، يمكن للمرء أن يشكّ في وجود فروق فردية متعلّقة بمدى فعالية استخدامنا للأنظمة، في حال كانت العمليات المنطقية والتجريبية أنظمةً مستقلّة لمعالجة المعلومات. ما يعني أن كل شخص يجب أن يمتلك مستوى ذكاء معيّن لكل من النظامين. يُقاس الذكاء العقلاني بسهولة عبر اختبارات الذكاء البسيطة التي تقيّم العديد من جوانب النظام العقلاني بشكل طبيعي. ومع ذلك، لا تقيّم اختبارات الذكاء هذه أيًّا من الجوانب الأساسية للنظام التجريبي. طُوّر بيان التفكير البنّاء (سي تي آي) لقياس الفروق الفردية في فعالية النظام التجريبي بهدف معالجة هذه المشكلة. تماشيًا مع فرضية الاستقلالية، أظهرت الدراسات عدم وجود أي علاقة بين اختبارات الذكاء ونتائج بيان التفكير البنّاء. تُعتبر الفروق الفردية في تفضيل نظام ما على الآخر متغيّرات يمكن افتراضها حول الشخصية. طُوّر كل من البيان العقلاني التجريبي والبيان العقلاني/ التجريبي متعدّد الأشكال (آر إي آي إم) بهدف اختبار صحّة هذا الافتراض. وفي الواقع، تنشأ الفروق الفردية الموثوقة في تفضيل أساليب التفكير باستمرار من الدراسات المُستخدمة لهذه التقييمات. إضافةً إلى ذلك، ارتبطت الفروق الفردية في تفضيل أسلوب تفكير معيّن بعدد من نتائج الحياة ذات المعنى، كما قيّم البيان العقلاني التجريبي الأمر. يُظهر تفضيل التفكير العقلاني عددًا من الارتباطات المفيدة. يرتبط كلّ من زيادة الإنجاز الأكاديمي (نتائج اختبار تقييم الخريجين ومتوسط الدرجات الدراسية)، وتقدير الذات، والانفتاح على التجربة، والضمير الحي، وانخفاض مستويات الاكتئاب وسمات القلق بالحاجة إلى المعرفة. تفضي المستويات الأعلى من الإيمان بالحدس إلى نتائج متفاوتة. يرتبط كل من الإبداع، والعفوية، والتعبير العاطفي، والوفاق، وانفتاح الشخصية، والعلاقات الشخصية الإيجابية مع تفضيل المعالجة التجريبية. ومع ذلك، رُبط تفضيل المعالجة التجريبية مع السلطوية والمعتقدات الخرافية والتفكير النمطي. تبيّن وجود فروق جنسية وعمرية في أساليب التفكير. أكّدت الأبحاث باستمرار ميل النساء إلى الاعتماد أكثر على المعالجة التجريبية، بينما يميل الرجال إلى الاعتماد على النظام العقلاني. تشير الأبحاث أيضًا إلى احتمالية تغيير أسلوب معالجة التفضيلات الخاص بنا مع تقدّمنا بالسنّ. وعلى وجه التحديد، كلّما كبرنا في السن، تقل الأفضلية في إيماننا بالحدس. ومع ذلك، لم يتبيّن وجود أي علاقة بين السنّ والحاجة إلى المعرفة.